# Roy Perry
Roy Perry (n. 12 februarie 1943) este un om politic britanic, membru al Parlamentului European în perioadele 1994-1999 si 1999-2004 din partea Regatului Unit.
1. 1 2  Deputații în Parlamentul European